# Poliopastea trinitatensis
Poliopastea trinitatensis är en fjärilsart som beskrevs av Embrik Strand 1917. Poliopastea trinitatensis ingår i släktet Poliopastea och familjen björnspinnare. Inga underarter finns listade i Catalogue of Life.